# Qinlingacris choui
Qinlingacris choui är en insektsart som beskrevs av Li, Menglou, D. Wu och J. Feng 1991. Qinlingacris choui ingår i släktet Qinlingacris, och familjen gräshoppor. Inga underarter finns listade.